# Équipe de Croatie de football à la Coupe du monde 2018
Cet article relate le parcours de l’équipe de Croatie de football lors de la Coupe du monde de football 2018 organisée en Russie du 14 juin au 15 juillet 2018.
La Croatie est la première équipe, depuis l'instauration des 8e de finale en phase à élimination directe en 1986, à traverser celle-ci en jouant 3 matches avec prolongations (huitième de finale, quart de finale et demi-finale) et 2 matches se terminant sur une séance de tirs au but (huitième de finale et quart de finale). Lors de cette coupe du monde, la Croatie parvient à se hisser pour la 1re fois de son histoire en finale. Le 15 juillet 2018, ils s'inclinent en finale sur le score de 4 buts à 2 face à la France.

## Qualifications

### Groupe I
| Rang | Équipe   | Pts | J  | G | N | P | Bp | Bc | Diff |  | Résultats (▼ dom., ► ext.) |     |     |     |     |     |     |
| ---- | -------- | --- | -- | - | - | - | -- | -- | ---- |  | -------------------------- | --- | --- | --- | --- | --- | --- |
| 1    | Islande  | 22  | 10 | 7 | 1 | 2 | 16 | 7  | +9   |  | Islande                    |     | 1-0 | 2-0 | 2-0 | 3-2 | 2-0 |
| 2    | Croatie  | 20  | 10 | 6 | 2 | 2 | 15 | 4  | +11  |  | Croatie                    | 2-0 |     | 1-0 | 1-1 | 1-1 | 1-0 |
| 3    | Ukraine  | 17  | 10 | 5 | 2 | 3 | 13 | 9  | +4   |  | Ukraine                    | 1-1 | 0-2 |     | 2-0 | 1-0 | 3-0 |
| 4    | Turquie  | 15  | 10 | 4 | 3 | 3 | 14 | 13 | +1   |  | Turquie                    | 0-3 | 1-0 | 2-2 |     | 2-0 | 2-0 |
| 5    | Finlande | 9   | 10 | 2 | 3 | 5 | 9  | 13 | -4   |  | Finlande                   | 1-0 | 0-1 | 1-2 | 2-2 |     | 1-1 |
| 6    | Kosovo   | 1   | 10 | 0 | 1 | 9 | 3  | 24 | -21  |  | Kosovo                     | 1-2 | 0-6 | 0-2 | 1-4 | 0-1 |     |

### Barrages
| Équipe 1 | Résultat | Équipe 2 | Aller | Retour |
| -------- | -------- | -------- | ----- | ------ |
| Croatie  | 4 - 1    | Grèce    | 4 - 1 | 0 - 0  |

| 9 novembre 2017 | Croatie                                                      | 4 - 1   | Grèce        | Stade Maksimir, Zagreb                           |                                                  |
| 20h45 UTC+1     | Modrić 13e (pen.) · Kalinić 19e · Perišić 33e · Kramarić 49e | (3 - 1) | 30e Sokrátis | Spectateurs : 30 013 Arbitrage : Gianluca Rocchi | Spectateurs : 30 013 Arbitrage : Gianluca Rocchi |
| 20h45 UTC+1     | Rapport                                                      |         |              | Spectateurs : 30 013 Arbitrage : Gianluca Rocchi | Spectateurs : 30 013 Arbitrage : Gianluca Rocchi |

| 12 novembre 2017 | Grèce   | 0 - 0 | Croatie | Stade Karaïskaki, Le Pirée                     |                                                |
| 20h45 UTC+1      |         |       |         | Spectateurs : 18 667 Arbitrage : Björn Kuipers | Spectateurs : 18 667 Arbitrage : Björn Kuipers |
| 20h45 UTC+1      | Rapport |       |         | Spectateurs : 18 667 Arbitrage : Björn Kuipers | Spectateurs : 18 667 Arbitrage : Björn Kuipers |

## Préparation de l'événement

### Matchs de préparation à la Coupe du monde
Détail des matchs amicaux
| Match amical           | Pérou                     | 2 - 0   | Croatie | Hard Rock Stadium, Miami  |                           |
| 24 mars 2018 01h30 HEC | Carrillo 12e · Flores 48e | (1 - 0) |         | Arbitrage : Ismail Elfath | Arbitrage : Ismail Elfath |

| Match amical            | Mexique | 0 - 1   | Croatie            | AT&T Stadium, Arlington                        |                                                |
| 28 mars 2018 04h00 HAEC |         | (0 - 0) | 62e (pen.) Rakitić | Spectateurs : 79 128 Arbitrage : Mario Escobar | Spectateurs : 79 128 Arbitrage : Mario Escobar |

| Match amical           | Brésil                     | 2 - 0   | Croatie | Anfield, Liverpool         |                            |
| 3 juin 2018 16h00 HAEC | Neymar 69e · Firmino 90+4e | (0 - 0) |         | Arbitrage : Michael Oliver | Arbitrage : Michael Oliver |

| Match amical     | Croatie                    | 2 - 1   | Sénégal  | Stade Gradski vrt, Osijek |                         |
| 8 juin 2018 HAEC | Perišić 63e · Kramarić 78e | (0 - 0) | 48e Sarr | Arbitrage : Ádám Farkas   | Arbitrage : Ádám Farkas |

## Effectif
L'effectif de Croatie est annoncé le 4 juin 2018.
| Numéro / Nom       | Numéro / Nom      | Club                | Date de naissance et âge*  | J.              | Buts            |                 |                 |                 |
| Gardiens de but    | Gardiens de but   | Gardiens de but     | Gardiens de but            | Gardiens de but | Gardiens de but | Gardiens de but | Gardiens de but | Gardiens de but |
| ------------------ | ----------------- | ------------------- | -------------------------- | --------------- | --------------- | --------------- | --------------- | --------------- |
| 01                 | Dominik Livaković | Dinamo Zagreb       | 9 janvier 1995 (23 ans)    | 0               | 0               | 0               | 0               | 0               |
| 12                 | Lovre Kalinić     | KAA La Gantoise     | 3 avril 1990 (28 ans)      | 1               | 0               | 0               | 0               | 0               |
| 23                 | Danijel Subašić   | AS Monaco           | 27 octobre 1984 (33 ans)   | 6               | 0               | 0               | 0               | 0               |
| Défenseurs         |                   |                     |                            |                 |                 |                 |                 |                 |
| 02                 | Šime Vrsaljko     | Atlético de Madrid  | 10 janvier 1992 (26 ans)   | 6               | 0               | 2               | 0               | 0               |
| 03                 | Ivan Strinić      | UC Sampdoria        | 17 juillet 1987 (30 ans)   | 6               | 0               | 1               | 0               | 0               |
| 05                 | Vedran Ćorluka    | Lokomotiv Moscou    | 5 février 1986 (32 ans)    | 4               | 0               | 0               | 0               | 0               |
| 06                 | Dejan Lovren      | Liverpool FC        | 5 juillet 1989 (28 ans)    | 7               | 0               | 1               | 0               | 0               |
| 13                 | Tin Jedvaj        | Bayer Leverkusen    | 28 novembre 1995 (22 ans)  | 1               | 0               | 1               | 0               | 0               |
| 15                 | Duje Ćaleta-Car   | Red Bull Salzbourg  | 17 septembre 1996 (21 ans) | 1               | 0               | 0               | 0               | 0               |
| 21                 | Domagoj Vida      | Beşiktaş JK         | 29 avril 1989 (29 ans)     | 6               | 1               | 1               | 0               | 0               |
| 22                 | Josip Pivarić     | Dynamo Kiev         | 30 janvier 1989 (29 ans)   | 4               | 0               | 1               | 0               | 0               |
| Milieux de terrain |                   |                     |                            |                 |                 |                 |                 |                 |
| 07                 | Ivan Rakitić      | FC Barcelone        | 10 mars 1988 (30 ans)      | 7               | 1               | 1               | 0               | 0               |
| 08                 | Mateo Kovačić     | Real Madrid         | 6 mai 1994 (24 ans)        | 5               | 0               | 0               | 0               | 0               |
| 10                 | Luka Modrić       | Real Madrid         | 9 septembre 1985 (32 ans)  | 6               | 2               | 0               | 0               | 0               |
| 11                 | Marcelo Brozović  | Inter Milan         | 16 novembre 1992 (25 ans)  | 7               | 0               | 2               | 0               | 0               |
| 14                 | Filip Bradarić    | HNK Rijeka          | 11 janvier 1992 (26 ans)   | 1               | 0               | 0               | 0               | 0               |
| 19                 | Milan Badelj      | ACF Fiorentina      | 25 février 1989 (29 ans)   | 3               | 1               | 0               | 0               | 0               |
| Attaquants         |                   |                     |                            |                 |                 |                 |                 |                 |
| 04                 | Ivan Perišić      | Inter Milan         | 2 février 1989 (29 ans)    | 7               | 3               | 0               | 0               | 0               |
| 09                 | Andrej Kramarić   | TSG Hoffenheim      | 19 juin 1991 (26 ans)      | 7               | 1               | 0               | 0               | 0*              |
| 16                 | Nikola Kalinić    | AC Milan            | 5 janvier 1988 (30 ans)    | 0               | 0               | 0               | 0               | 0               |
| 17                 | Mario Mandžukić   | Juventus FC         | 21 mai 1986 (32 ans)       | 6               | 3               | 2               | 0               | 0               |
| 18                 | Ante Rebić        | Eintracht Francfort | 21 septembre 1993 (24 ans) | 6               | 1               | 2               | 0               | 0               |
| 20                 | Marko Pjaca       | Schalke 04          | 6 mai 1995 (23 ans)        | 3               | 0               | 1               | 0               | 0               |
| Sélectionneur      |                   |                     |                            |                 |                 |                 |                 |                 |
|                    | Zlatko Dalić      |                     | 26 octobre 1966 (51 ans)   |                 |                 |                 |                 |                 |

* NB : Les âges sont calculés au début de la Coupe du monde 2018, le 14 juin 2018.

## Coupe du monde

### Premier tour - Groupe D
|   | Équipe    | Pts | J | G | N | P | Bp | Bc | Diff |
| 1 | Croatie   | 9   | 3 | 3 | 0 | 0 | 7  | 1  | +6   |
| 2 | Argentine | 4   | 3 | 1 | 1 | 1 | 3  | 5  | -2   |
| 3 | Nigeria   | 3   | 3 | 1 | 0 | 2 | 3  | 4  | -1   |
| 4 | Islande   | 1   | 3 | 0 | 1 | 2 | 2  | 5  | -3   |

| 7  | 16 juin 2018 | Argentine | 1 - 1 | Islande   |
| 8  | 16 juin 2018 | Croatie   | 2 - 0 | Nigeria   |
| 23 | 21 juin 2018 | Argentine | 0 - 3 | Croatie   |
| 24 | 22 juin 2018 | Nigeria   | 2 - 0 | Islande   |
| 39 | 26 juin 2018 | Nigeria   | 1 - 2 | Argentine |
| 40 | 26 juin 2018 | Islande   | 1 - 2 | Croatie   |

#### Croatie - Nigeria
| Match 8                                                  | Croatie                                             | 2 - 0   | Nigeria | Arena Baltika, Kaliningrad                    |                                               |
| 16 juin 2018 · 21:00 (UTC+2) · Historique des rencontres | Oghenekaro Etebo 32e (csc) · Luka Modrić 71e (pen.) | (1 - 0) |         | Spectateurs : 31 136 Arbitrage : Sandro Ricci | Spectateurs : 31 136 Arbitrage : Sandro Ricci |
| 16 juin 2018 · 21:00 (UTC+2) · Historique des rencontres | Rapport                                             |         |         | Spectateurs : 31 136 Arbitrage : Sandro Ricci | Spectateurs : 31 136 Arbitrage : Sandro Ricci |

| Croatie | Nigeria |

| CROATIE :       |    |                  |     |     |
|                 |    |                  |     |     |
| Gardien de but  | 23 | Danijel Subašić  |     |     |
|                 | 02 | Šime Vrsaljko    |     |     |
|                 | 06 | Dejan Lovren     |     |     |
|                 | 21 | Domagoj Vida     |     |     |
|                 | 03 | Ivan Strinić     |     |     |
|                 | 07 | Ivan Rakitić     | 30e |     |
|                 | 10 | Luka Modrić      |     |     |
|                 | 18 | Ante Rebić       |     | 78e |
|                 | 09 | Andrej Kramarić  |     | 60e |
|                 | 04 | Ivan Perišić     |     |     |
|                 | 17 | Mario Mandžukić  |     | 86e |
| Remplaçants :   |    |                  |     |     |
|                 | 11 | Marcelo Brozović | 89e | 60e |
|                 | 08 | Mateo Kovačić    |     | 78e |
|                 | 20 | Marko Pjaca      |     | 86e |
| Sélectionneur : |    |                  |     |     |
| Zlatko Dalić    |    |                  |     |     |

| NIGERIA :       |    |                      |     |     |
|                 |    |                      |     |     |
| Gardien de but  | 23 | Francis Uzoho        |     |     |
|                 | 12 | Abdullahi Shehu      |     |     |
|                 | 05 | William Troost-Ekong | 70e |     |
|                 | 06 | Leon Balogun         |     |     |
|                 | 02 | Brian Idowu          |     |     |
|                 | 08 | Oghenekaro Etebo     |     |     |
|                 | 04 | Wilfred Ndidi        |     |     |
|                 | 10 | John Obi Mikel       |     | 88e |
|                 | 11 | Victor Moses         |     |     |
|                 | 09 | Odion Ighalo         |     | 73e |
|                 | 18 | Alex Iwobi           |     | 62e |
| Remplaçants :   |    |                      |     |     |
|                 | 07 | Ahmed Musa           |     | 62e |
|                 | 14 | Kelechi Iheanacho    |     | 73e |
|                 | 13 | Simeon Nwankwo       |     | 88e |
| Sélectionneur : |    |                      |     |     |
| Gernot Rohr     |    |                      |     |     |

| Assistants : Emerson de Carvalho Marcelo Van Gasse Quatrième arbitre : Antonio Mateu Lahoz Cinquième arbitre : Pau Cebrián Devís Arbitre vidéo : Daniele Orsato Assistants arbitre vidéo : Wilton Sampaio Hernán Maidana Artur Soares Dias Homme du Match : Luka Modrić |

#### Argentine - Croatie
| Match 23                                                 | Argentine | 0 - 3   | Croatie                                                                                    | Stade de Nijni Novgorod, Nijni Novgorod          |                                                  |
| 21 juin 2018 · 21:00 (UTC+3) · Historique des rencontres |           | (0 - 0) | 53e Ante Rebić · 80e Luka Modrić (Marcelo Brozović ) · 90+1e Ivan Rakitić (Mateo Kovačić ) | Spectateurs : 43 319 Arbitrage : Ravshan Irmatov | Spectateurs : 43 319 Arbitrage : Ravshan Irmatov |
| 21 juin 2018 · 21:00 (UTC+3) · Historique des rencontres | Rapport   |         |                                                                                            | Spectateurs : 43 319 Arbitrage : Ravshan Irmatov | Spectateurs : 43 319 Arbitrage : Ravshan Irmatov |

| Argentine | Croatie |

| ARGENTINE :     |    |                    |     |     |
|                 |    |                    |     |     |
| Gardien de but  | 23 | Willy Caballero    |     |     |
|                 | 02 | Gabriel Mercado    | 51e |     |
|                 | 17 | Nicolás Otamendi   | 85e |     |
|                 | 03 | Nicolás Tagliafico |     |     |
|                 | 18 | Eduardo Salvio     |     | 56e |
|                 | 14 | Javier Mascherano  |     |     |
|                 | 15 | Enzo Pérez         |     | 68e |
|                 | 08 | Marcos Acuña       | 87e |     |
|                 | 10 | Lionel Messi       |     |     |
|                 | 19 | Sergio Agüero      |     | 54e |
|                 | 13 | Maximiliano Meza   |     |     |
| Remplaçants :   |    |                    |     |     |
|                 | 09 | Gonzalo Higuaín    |     | 54e |
|                 | 22 | Cristian Pavón     |     | 56e |
|                 | 21 | Paulo Dybala       |     | 68e |
| Sélectionneur : |    |                    |     |     |
| Jorge Sampaoli  |    |                    |     |     |

| CROATIE :       |    |                  |       |       |
|                 |    |                  |       |       |
| Gardien de but  | 23 | Danijel Subašić  |       |       |
|                 | 02 | Šime Vrsaljko    | 67e   |       |
|                 | 06 | Dejan Lovren     |       |       |
|                 | 21 | Domagoj Vida     |       |       |
|                 | 03 | Ivan Strinić     |       |       |
|                 | 07 | Ivan Rakitić     |       |       |
|                 | 11 | Marcelo Brozović | 90+4e |       |
|                 | 18 | Ante Rebić       | 39e   | 57e   |
|                 | 10 | Luka Modrić      |       |       |
|                 | 04 | Ivan Perišić     |       | 82e   |
|                 | 17 | Mario Mandžukić  | 58e   | 90+3e |
| Remplaçants :   |    |                  |       |       |
|                 | 09 | Andrej Kramarić  |       | 57e   |
|                 | 08 | Mateo Kovačić    |       | 82e   |
|                 | 05 | Vedran Ćorluka   |       | 90+3e |
| Sélectionneur : |    |                  |       |       |
| Zlatko Dalić    |    |                  |       |       |

| Assistants : Abdukhamidullo Rasulov Jakhongir Saidov Quatrième arbitre : Norbert Hauata Cinquième arbitre : Norbert Hauata Arbitre vidéo : Felix Zwayer Assistants arbitre vidéo : Bastian Dankert Corey Rockwell Danny Makkelie Homme du Match : Luka Modrić |

#### Islande - Croatie
| Match 40                                                 | Islande                     | 1 - 2   | Croatie                                                              | Rostov Arena, Rostov-sur-le-Don                      |                                                      |
| 26 juin 2018 · 21:00 (UTC+3) · Historique des rencontres | Gylfi Sigurðsson 76e (pen.) | (0 - 0) | 53e Milan Badelj (Josip Pivarić ) · 90e Ivan Perišić (Milan Badelj ) | Spectateurs : 43 472 Arbitrage : Antonio Mateu Lahoz | Spectateurs : 43 472 Arbitrage : Antonio Mateu Lahoz |
| 26 juin 2018 · 21:00 (UTC+3) · Historique des rencontres | Rapport                     |         |                                                                      | Spectateurs : 43 472 Arbitrage : Antonio Mateu Lahoz | Spectateurs : 43 472 Arbitrage : Antonio Mateu Lahoz |

| Islande | Croatie |

| ISLANDE :           |    |                            |     |     |
|                     |    |                            |     |     |
| Gardien de but      | 01 | Hannes Halldórsson         |     |     |
|                     | 02 | Birkir Sævarsson           | 84e |     |
|                     | 05 | Sverrir Ingi Ingason       |     |     |
|                     | 06 | Ragnar Sigurðsson          |     | 70e |
|                     | 18 | Hörður Björgvin Magnússon  |     |     |
|                     | 17 | Aron Gunnarsson            |     |     |
|                     | 20 | Emil Hallfreðsson          | 59e |     |
|                     | 07 | Jóhann Berg Guðmundsson    |     |     |
|                     | 10 | Gylfi Sigurðsson           |     |     |
|                     | 08 | Birkir Bjarnason           |     | 90e |
|                     | 11 | Alfreð Finnbogason         | 64e | 85e |
| Remplaçants :       |    |                            |     |     |
|                     | 09 | Björn Bergmann Sigurðarson |     | 70e |
|                     | 04 | Albert Guðmundsson         |     | 85e |
|                     | 21 | Arnór Ingvi Traustason     |     | 90e |
| Sélectionneur :     |    |                            |     |     |
| Heimir Hallgrímsson |    |                            |     |     |

| CROATIE :       |    |                 |     |     |
|                 |    |                 |     |     |
| Gardien de but  | 12 | Lovre Kalinić   |     |     |
|                 | 13 | Tin Jedvaj      | 83e |     |
|                 | 05 | Vedran Ćorluka  |     |     |
|                 | 15 | Duje Ćaleta-Car |     |     |
|                 | 22 | Josip Pivarić   |     |     |
|                 | 10 | Luka Modrić     |     | 65e |
|                 | 19 | Milan Badelj    |     |     |
|                 | 20 | Marko Pjaca     | 14e | 70e |
|                 | 08 | Mateo Kovačić   |     | 81e |
|                 | 04 | Ivan Perišić    |     |     |
|                 | 09 | Andrej Kramarić |     |     |
| Remplaçants :   |    |                 |     |     |
|                 | 14 | Filip Bradarić  |     | 65e |
|                 | 06 | Dejan Lovren    |     | 70e |
|                 | 07 | Ivan Rakitić    |     | 81e |
| Sélectionneur : |    |                 |     |     |
| Milan Badelj    |    |                 |     |     |

| Assistants : Pau Cebrián Devís Roberto Díaz Pérez Quatrième arbitre : John Pitti Cinquième arbitre : Gabriel Victoria Arbitre vidéo : Paolo Valeri Assistants arbitre vidéo : Paolo Valeri Elenito Di Liberatore Felix Zwayer Homme du Match : Milan Badelj |

### Huitième de finale

#### Croatie - Danemark
| Match 52                                                     | Croatie                                                                     | 1 - 1 a.p.            | Danemark                                                                                | Stade de Nijni Novgorod, Nijni Novgorod        |                                                |
| 1er juillet 2018 · 21:00 (UTC+3) · Historique des rencontres | Mario Mandžukić 4e                                                          | (1 - 1, 1 - 1, 1 - 1) | 1re Mathias Jørgensen (Thomas Delaney )                                                 | Spectateurs : 40 851 Arbitrage : Néstor Pitana | Spectateurs : 40 851 Arbitrage : Néstor Pitana |
| 1er juillet 2018 · 21:00 (UTC+3) · Historique des rencontres | Rapport                                                                     |                       |                                                                                         | Spectateurs : 40 851 Arbitrage : Néstor Pitana | Spectateurs : 40 851 Arbitrage : Néstor Pitana |
| 1er juillet 2018 · 21:00 (UTC+3) · Historique des rencontres | Milan Badelj · Andrej Kramarić · Luka Modrić · Josip Pivarić · Ivan Rakitić | Tirs au but 3 - 2     | Christian Eriksen · Simon Kjær · Michael Krohn-Dehli · Lasse Schöne · Nicolai Jørgensen | Spectateurs : 40 851 Arbitrage : Néstor Pitana | Spectateurs : 40 851 Arbitrage : Néstor Pitana |

| Croatie | Danemark |

| CROATIE :       |    |                  |  |      |
|                 |    |                  |  |      |
| Gardien de but  | 23 | Danijel Subašić  |  |      |
|                 | 02 | Šime Vrsaljko    |  |      |
|                 | 06 | Dejan Lovren     |  |      |
|                 | 21 | Domagoj Vida     |  |      |
|                 | 03 | Ivan Strinić     |  | 81e  |
|                 | 07 | Ivan Rakitić     |  |      |
|                 | 11 | Marcelo Brozović |  | 71e  |
|                 | 18 | Ante Rebić       |  |      |
|                 | 10 | Luka Modrić      |  |      |
|                 | 04 | Ivan Perišić     |  | 97e  |
|                 | 17 | Mario Mandžukić  |  | 108e |
| Remplaçants :   |    |                  |  |      |
|                 | 08 | Mateo Kovačić    |  | 71e  |
|                 | 22 | Josip Pivarić    |  | 81e  |
|                 | 09 | Andrej Kramarić  |  | 97e  |
|                 | 19 | Milan Badelj     |  | 108e |
| Sélectionneur : |    |                  |  |      |
| Zlatko Dalić    |    |                  |  |      |

| DANEMARK :      |    |                     |      |      |
|                 |    |                     |      |      |
| Gardien de but  | 01 | Kasper Schmeichel   |      |      |
|                 | 05 | Jonas Knudsen       |      |      |
|                 | 04 | Simon Kjær          |      |      |
|                 | 13 | Mathias Jørgensen   | 115e |      |
|                 | 14 | Henrik Dalsgaard    |      |      |
|                 | 06 | Andreas Christensen |      | 46e  |
|                 | 08 | Thomas Delaney      |      | 98e  |
|                 | 10 | Christian Eriksen   |      |      |
|                 | 20 | Yussuf Poulsen      |      |      |
|                 | 21 | Andreas Cornelius   |      | 66e  |
|                 | 11 | Martin Braithwaite  |      | 106e |
| Remplaçants :   |    |                     |      |      |
|                 | 19 | Lasse Schöne        |      | 46e  |
|                 | 09 | Nicolai Jørgensen   |      | 66e  |
|                 | 02 | Michael Krohn-Dehli |      | 98e  |
|                 | 23 | Pione Sisto         |      | 106e |
| Sélectionneur : |    |                     |      |      |
| Åge Hareide     |    |                     |      |      |

| Assistants : Hernán Maidana Juan Pablo Bellati Quatrième arbitre : Enrique Cáceres Cinquième arbitre : Eduardo Cardozo Arbitre vidéo : Mauro Vigliano Assistants arbitre vidéo : Gery Vargas Roberto Díaz Pérez Daniele Orsato Homme du Match : Kasper Schmeichel |

### Quart de finale

#### Russie - Croatie
| Match 59                                                   | Russie                                                                                  | 2 - 2 a.p.            | Croatie                                                                      | Stade Ficht, Sotchi                           |                                               |
| 7 juillet 2018 · 21:00 (UTC+3) · Historique des rencontres | ( Artiom Dziouba) Denis Cheryshev 31e · ( Alan Dzagoev) Mário Fernandes 115e            | (1 - 1, 1 - 1, 1 - 2) | 39e Andrej Kramarić (Mario Mandžukić ) · 101e Domagoj Vida (Luka Modrić )    | Spectateurs : 44 287 Arbitrage : Sandro Ricci | Spectateurs : 44 287 Arbitrage : Sandro Ricci |
| 7 juillet 2018 · 21:00 (UTC+3) · Historique des rencontres | Rapport                                                                                 |                       |                                                                              | Spectateurs : 44 287 Arbitrage : Sandro Ricci | Spectateurs : 44 287 Arbitrage : Sandro Ricci |
| 7 juillet 2018 · 21:00 (UTC+3) · Historique des rencontres | Fiodor Smolov · Alan Dzagoev · Mário Fernandes · Sergueï Ignachevitch · Daler Kouziaïev | Tirs au but 3 - 4     | Marcelo Brozović · Mateo Kovačić · Luka Modrić · Domagoj Vida · Ivan Rakitić | Spectateurs : 44 287 Arbitrage : Sandro Ricci | Spectateurs : 44 287 Arbitrage : Sandro Ricci |

| Russie | Croatie |

| RUSSIE :                |    |                      |      |      |
|                         |    |                      |      |      |
| Gardien de but          | 01 | Igor Akinfeïev       |      |      |
|                         | 02 | Mário Fernandes      |      |      |
|                         | 03 | Ilia Koutepov        |      |      |
|                         | 04 | Sergueï Ignachevitch |      |      |
|                         | 13 | Fiodor Koudriachov   |      |      |
|                         | 11 | Roman Zobnine        |      |      |
|                         | 07 | Daler Kouziaïev      |      |      |
|                         | 19 | Aleksandr Samedov    |      | 54e  |
|                         | 17 | Aleksandr Golovine   |      | 102e |
|                         | 06 | Denis Cheryshev      |      | 67e  |
|                         | 22 | Artiom Dziouba       |      | 79e  |
| Remplaçants :           |    |                      |      |      |
|                         | 21 | Aleksandr Yerokhine  |      | 54e  |
|                         | 10 | Fiodor Smolov        |      | 67e  |
|                         | 08 | Iouri Gazinski       | 109e | 79e  |
|                         | 09 | Alan Dzagoev         |      | 102e |
| Sélectionneur :         |    |                      |      |      |
| Stanislav Tchertchessov |    |                      |      |      |

| CROATIE :       |    |                  |      |     |
|                 |    |                  |      |     |
| Gardien de but  | 23 | Danijel Subašić  |      |     |
|                 | 02 | Šime Vrsaljko    |      | 97e |
|                 | 06 | Dejan Lovren     | 35e  |     |
|                 | 21 | Domagoj Vida     | 101e |     |
|                 | 03 | Ivan Strinić     | 38e  | 74e |
|                 | 07 | Ivan Rakitić     |      |     |
|                 | 10 | Luka Modrić      |      |     |
|                 | 18 | Ante Rebić       |      |     |
|                 | 09 | Andrej Kramarić  |      | 88e |
|                 | 04 | Ivan Perišić     |      | 63e |
|                 | 17 | Mario Mandžukić  |      |     |
| Remplaçants :   |    |                  |      |     |
|                 | 11 | Marcelo Brozović |      | 63e |
|                 | 22 | Josip Pivarić    | 114e | 74e |
|                 | 08 | Mateo Kovačić    |      | 88e |
|                 | 05 | Vedran Ćorluka   |      | 97e |
| Sélectionneur : |    |                  |      |     |
| Zlatko Dalić    |    |                  |      |     |

| Assistants : Emerson de Carvalho Marcelo Van Gasse Quatrième arbitre : Janny Sikazwe Cinquième arbitre : Jerson Dos Santos Arbitre vidéo : Massimiliano Irrati Assistants arbitre vidéo : Wilton Sampaio Roberto Díaz Pérez Paolo Valeri Homme du Match : Luka Modrić |

### Demi-finale

#### Croatie - Angleterre
| Match 62                      | Croatie                                                                  | 2 - 1 a.p.            | Angleterre         | Stade Loujniki, Moscou                        |                                               |
| 11 juillet 2018 21:00 (UTC+3) | ( Šime Vrsaljko) Ivan Perišić 68e · ( Ivan Perišić) Mario Mandžukić 109e | (0 - 1, 1 - 1, 1 - 1) | 5e Kieran Trippier | Spectateurs : 78 011 Arbitrage : Cüneyt Çakır | Spectateurs : 78 011 Arbitrage : Cüneyt Çakır |
| 11 juillet 2018 21:00 (UTC+3) | Rapport                                                                  |                       |                    | Spectateurs : 78 011 Arbitrage : Cüneyt Çakır | Spectateurs : 78 011 Arbitrage : Cüneyt Çakır |

| Croatie | Angleterre |

| CROATIE :       |    |                  |     |      |
|                 |    |                  |     |      |
| Gardien de but  | 23 | Danijel Subašić  |     |      |
|                 | 02 | Šime Vrsaljko    |     |      |
|                 | 06 | Dejan Lovren     |     |      |
|                 | 21 | Domagoj Vida     |     |      |
|                 | 03 | Ivan Strinić     |     | 95e  |
|                 | 07 | Ivan Rakitić     |     |      |
|                 | 11 | Marcelo Brozović |     |      |
|                 | 18 | Ante Rebić       | 96e | 101e |
|                 | 10 | Luka Modrić      |     | 119e |
|                 | 04 | Ivan Perišić     |     |      |
|                 | 17 | Mario Mandžukić  | 48e | 115e |
| Remplaçants :   |    |                  |     |      |
|                 | 22 | Josip Pivarić    |     | 95e  |
|                 | 09 | Andrej Kramarić  |     | 101e |
|                 | 05 | Vedran Ćorluka   |     | 115e |
|                 | 19 | Milan Badelj     |     | 119e |
| Sélectionneur : |    |                  |     |      |
| Zlatko Dalić    |    |                  |     |      |

| ANGLETERRE :     |    |                  |     |      |
|                  |    |                  |     |      |
| Gardien de but   | 01 | Jordan Pickford  |     |      |
|                  | 02 | Kyle Walker      | 54e | 112e |
|                  | 05 | John Stones      |     |      |
|                  | 06 | Harry Maguire    |     |      |
|                  | 08 | Jordan Henderson |     | 97e  |
|                  | 20 | Dele Alli        |     |      |
|                  | 07 | Jesse Lingard    |     |      |
|                  | 12 | Kieran Trippier  |     |      |
|                  | 18 | Ashley Young     |     | 91e  |
|                  | 10 | Raheem Sterling  |     | 74e  |
|                  | 09 | Harry Kane       |     |      |
| Remplaçants :    |    |                  |     |      |
|                  | 19 | Marcus Rashford  |     | 74e  |
|                  | 03 | Danny Rose       |     | 91e  |
|                  | 04 | Eric Dier        |     | 97e  |
|                  | 11 | Jamie Vardy      |     | 112e |
| Sélectionneur :  |    |                  |     |      |
| Gareth Southgate |    |                  |     |      |

| Assistants : Bahattin Duran Tarık Ongun Quatrième arbitre : Björn Kuipers Cinquième arbitre : Sander van Roekel Arbitre vidéo : Danny Makkelie Assistants arbitre vidéo : Bastian Dankert Carlos Astroza Felix Zwayer Homme du Match : Ivan Perišić |

### Finale

#### France - Croatie
| Match 64 ; Finale                                                    | France | 4 - 2   | Croatie                                                | Stade Loujniki, Moscou                                                                             | |
| Dimanche 15 juillet 2018 · 18:00 (UTC+3) · Historique des rencontres | Mario Mandžukić 18e (csc) · Antoine Griezmann 38e (pen.) · Paul Pogba 59e · ( Lucas Hernandez) Kylian Mbappé 65e | (2 - 1) | 28e Ivan Perišić (Domagoj Vida ) · 69e Mario Mandžukić | Spectateurs : 78 011 Diffuseur : TF1 Arbitrage : Néstor Pitana Arbitre vidéo : Massimiliano Irrati | Spectateurs : 78 011 Diffuseur : TF1 Arbitrage : Néstor Pitana Arbitre vidéo : Massimiliano Irrati |
| Dimanche 15 juillet 2018 · 18:00 (UTC+3) · Historique des rencontres | Rapport |         |                                                        | Spectateurs : 78 011 Diffuseur : TF1 Arbitrage : Néstor Pitana Arbitre vidéo : Massimiliano Irrati | Spectateurs : 78 011 Diffuseur : TF1 Arbitrage : Néstor Pitana Arbitre vidéo : Massimiliano Irrati |

| France | Croatie |

| FRANCE :         |    |                   |     |     |
|                  |    |                   |     |     |
| Gardien de but   | 01 | Hugo Lloris       |     |     |
|                  | 02 | Benjamin Pavard   |     |     |
|                  | 04 | Raphaël Varane    |     |     |
|                  | 05 | Samuel Umtiti     |     |     |
|                  | 21 | Lucas Hernandez   | 41e |     |
|                  | 06 | Paul Pogba        |     |     |
|                  | 13 | N'Golo Kanté      | 27e | 55e |
|                  | 10 | Kylian Mbappé     |     |     |
|                  | 07 | Antoine Griezmann |     |     |
|                  | 14 | Blaise Matuidi    |     | 73e |
|                  | 09 | Olivier Giroud    |     | 81e |
| Remplaçants :    |    |                   |     |     |
|                  | 15 | Steven Nzonzi     |     | 55e |
|                  | 12 | Corentin Tolisso  |     | 73e |
|                  | 18 | Nabil Fekir       |     | 81e |
| Sélectionneur :  |    |                   |     |     |
| Didier Deschamps |    |                   |     |     |

| CROATIE :       |    |                  |       |     |
|                 |    |                  |       |     |
| Gardien de but  | 23 | Danijel Subašić  |       |     |
|                 | 02 | Šime Vrsaljko    | 90+2e |     |
|                 | 06 | Dejan Lovren     |       |     |
|                 | 21 | Domagoj Vida     |       |     |
|                 | 03 | Ivan Strinić     |       | 81e |
|                 | 07 | Ivan Rakitić     |       |     |
|                 | 11 | Marcelo Brozović |       |     |
|                 | 18 | Ante Rebić       |       | 71e |
|                 | 10 | Luka Modrić      |       |     |
|                 | 04 | Ivan Perišić     |       |     |
|                 | 17 | Mario Mandžukić  |       |     |
| Remplaçants :   |    |                  |       |     |
|                 | 9  | Andrej Kramarić  |       | 71e |
|                 | 20 | Marko Pjaca      |       | 81e |
| Sélectionneur : |    |                  |       |     |
| Zlatko Dalić    |    |                  |       |     |

| Assistants : Hernan Maidana Juan Belatti Quatrième arbitre : Björn Kuipers Cinquième arbitre : Erwin Zeinstra Arbitre vidéo : Massimiliano Irrati Assistants arbitre vidéo : Carlos Astroza Mauro Vigliano Danny Makkelie Homme du Match : Antoine Griezmann |

## Statistiques

### Temps de jeu
| Joueur              |          |          |          |          |          |          |          | TT       | But inscrit | Passe décisive | MJ       | MT       | Légende |
| ------------------- | -------- | -------- | -------- | -------- | -------- | -------- | -------- | -------- | ----------- | -------------- | -------- | -------- | --- |
| Gardiens            | Gardiens | Gardiens | Gardiens | Gardiens | Gardiens | Gardiens | Gardiens | Gardiens | Gardiens    | Gardiens       | Gardiens | Gardiens | Abréviations et symboles : TT : Total de minutes jouées MJ : Nombre de matchs joués MT : Matchs joués en tant que titulaire : but (csc) : but contre son camp : passe décisive : joueur entré : joueur remplacé : capitaine : carton jaune : carton rouge |
| Dominik Livaković   | -        | -        | -        | -        | -        | -        | -        | -        | -           | -              | -        |          | Abréviations et symboles : TT : Total de minutes jouées MJ : Nombre de matchs joués MT : Matchs joués en tant que titulaire : but (csc) : but contre son camp : passe décisive : joueur entré : joueur remplacé : capitaine : carton jaune : carton rouge |
| Lovre Kalinić       | -        | -        | 90       | -        | -        | -        | -        | 90       | -           | -              | 1        | 1        | Abréviations et symboles : TT : Total de minutes jouées MJ : Nombre de matchs joués MT : Matchs joués en tant que titulaire : but (csc) : but contre son camp : passe décisive : joueur entré : joueur remplacé : capitaine : carton jaune : carton rouge |
| Danijel Subašić     | 90       | 90       | -        | 120      | 120      | 120      | 90       | 630      | -           | -              | 6        | 6        | Abréviations et symboles : TT : Total de minutes jouées MJ : Nombre de matchs joués MT : Matchs joués en tant que titulaire : but (csc) : but contre son camp : passe décisive : joueur entré : joueur remplacé : capitaine : carton jaune : carton rouge |
| Défenseurs          |          |          |          |          |          |          |          |          |             |                |          |          | Abréviations et symboles : TT : Total de minutes jouées MJ : Nombre de matchs joués MT : Matchs joués en tant que titulaire : but (csc) : but contre son camp : passe décisive : joueur entré : joueur remplacé : capitaine : carton jaune : carton rouge |
| Šime Vrsaljko       | 90       | 90       | -        | 120      | 97       | 120      | 90       | 607      | -           | 1              | 6        | 6        | Abréviations et symboles : TT : Total de minutes jouées MJ : Nombre de matchs joués MT : Matchs joués en tant que titulaire : but (csc) : but contre son camp : passe décisive : joueur entré : joueur remplacé : capitaine : carton jaune : carton rouge |
| Ivan Strinić        | 90       | 90       | -        | 81       | 74       | 95       | 81       | 511      | -           | -              | 6        | 6        | Abréviations et symboles : TT : Total de minutes jouées MJ : Nombre de matchs joués MT : Matchs joués en tant que titulaire : but (csc) : but contre son camp : passe décisive : joueur entré : joueur remplacé : capitaine : carton jaune : carton rouge |
| Vedran Ćorluka      | -        | 0        | 90       | -        | 23       | 5        | -        | 118      | -           | -              | 4        | 1        | Abréviations et symboles : TT : Total de minutes jouées MJ : Nombre de matchs joués MT : Matchs joués en tant que titulaire : but (csc) : but contre son camp : passe décisive : joueur entré : joueur remplacé : capitaine : carton jaune : carton rouge |
| Dejan Lovren        | 90       | 90       | 20       | 120      | 120      | 120      | 90       | 650      | -           | -              | 7        | 6        | Abréviations et symboles : TT : Total de minutes jouées MJ : Nombre de matchs joués MT : Matchs joués en tant que titulaire : but (csc) : but contre son camp : passe décisive : joueur entré : joueur remplacé : capitaine : carton jaune : carton rouge |
| Tin Jedvaj          | -        | -        | 90       | -        | -        | -        | -        | 90       | -           | -              | 1        | 1        | Abréviations et symboles : TT : Total de minutes jouées MJ : Nombre de matchs joués MT : Matchs joués en tant que titulaire : but (csc) : but contre son camp : passe décisive : joueur entré : joueur remplacé : capitaine : carton jaune : carton rouge |
| Duje Ćaleta-Car     | -        | -        | 90       | -        | -        | -        | -        | 90       | -           | -              | 1        | 1        | Abréviations et symboles : TT : Total de minutes jouées MJ : Nombre de matchs joués MT : Matchs joués en tant que titulaire : but (csc) : but contre son camp : passe décisive : joueur entré : joueur remplacé : capitaine : carton jaune : carton rouge |
| Domagoj Vida        | 90       | 90       | -        | 120      | 120      | 120      | 90       | 630      | 1           | 1              | 6        | 6        | Abréviations et symboles : TT : Total de minutes jouées MJ : Nombre de matchs joués MT : Matchs joués en tant que titulaire : but (csc) : but contre son camp : passe décisive : joueur entré : joueur remplacé : capitaine : carton jaune : carton rouge |
| Josip Pivarić       | -        | -        | 90       | 39       | 46       | 25       | -        | 200      | -           | 1              | 4        | 1        | Abréviations et symboles : TT : Total de minutes jouées MJ : Nombre de matchs joués MT : Matchs joués en tant que titulaire : but (csc) : but contre son camp : passe décisive : joueur entré : joueur remplacé : capitaine : carton jaune : carton rouge |
| Milieux             |          |          |          |          |          |          |          |          |             |                |          |          | Abréviations et symboles : TT : Total de minutes jouées MJ : Nombre de matchs joués MT : Matchs joués en tant que titulaire : but (csc) : but contre son camp : passe décisive : joueur entré : joueur remplacé : capitaine : carton jaune : carton rouge |
| Ivan Rakitić        | 90       | 90       | 9        | 120      | 120      | 120      | 90       | 639      | 1           | -              | 7        | 6        | Abréviations et symboles : TT : Total de minutes jouées MJ : Nombre de matchs joués MT : Matchs joués en tant que titulaire : but (csc) : but contre son camp : passe décisive : joueur entré : joueur remplacé : capitaine : carton jaune : carton rouge |
| Mateo Kovačić       | 12       | 8        | 81       | 49       | 32       | -        | -        | 182      | -           | 1              | 5        | 1        | Abréviations et symboles : TT : Total de minutes jouées MJ : Nombre de matchs joués MT : Matchs joués en tant que titulaire : but (csc) : but contre son camp : passe décisive : joueur entré : joueur remplacé : capitaine : carton jaune : carton rouge |
| Luka Modrić         | 90       | 90       | 65       | 120      | 120      | 119      | 90       | 694      | 2           | 1              | 7        | 7        | Abréviations et symboles : TT : Total de minutes jouées MJ : Nombre de matchs joués MT : Matchs joués en tant que titulaire : but (csc) : but contre son camp : passe décisive : joueur entré : joueur remplacé : capitaine : carton jaune : carton rouge |
| Marcelo Brozović    | 30       | 90       | -        | 71       | 57       | 120      | 90       | 458      | -           | 1              | 6        | 4        | Abréviations et symboles : TT : Total de minutes jouées MJ : Nombre de matchs joués MT : Matchs joués en tant que titulaire : but (csc) : but contre son camp : passe décisive : joueur entré : joueur remplacé : capitaine : carton jaune : carton rouge |
| Filip Bradarić      | -        | -        | 25       | -        | -        | -        | -        | 25       | -           | -              | 1        | -        | Abréviations et symboles : TT : Total de minutes jouées MJ : Nombre de matchs joués MT : Matchs joués en tant que titulaire : but (csc) : but contre son camp : passe décisive : joueur entré : joueur remplacé : capitaine : carton jaune : carton rouge |
| Milan Badelj        | -        | -        | 90       | 12       | -        | 1        | -        | 103      | 1           | 1              | 3        | 1        | Abréviations et symboles : TT : Total de minutes jouées MJ : Nombre de matchs joués MT : Matchs joués en tant que titulaire : but (csc) : but contre son camp : passe décisive : joueur entré : joueur remplacé : capitaine : carton jaune : carton rouge |
| Attaquants          |          |          |          |          |          |          |          |          |             |                |          |          | Abréviations et symboles : TT : Total de minutes jouées MJ : Nombre de matchs joués MT : Matchs joués en tant que titulaire : but (csc) : but contre son camp : passe décisive : joueur entré : joueur remplacé : capitaine : carton jaune : carton rouge |
| Ivan Perišić        | 90       | 82       | 90       | 97       | 63       | 120      | 90       | 632      | 3           | 1              | 7        | 7        | Abréviations et symboles : TT : Total de minutes jouées MJ : Nombre de matchs joués MT : Matchs joués en tant que titulaire : but (csc) : but contre son camp : passe décisive : joueur entré : joueur remplacé : capitaine : carton jaune : carton rouge |
| Andrej Kramarić     | 60       | 33       | 90       | 23       | 88       | 19       | 19       | 332      | 1           | -              | 7        | 3        | Abréviations et symboles : TT : Total de minutes jouées MJ : Nombre de matchs joués MT : Matchs joués en tant que titulaire : but (csc) : but contre son camp : passe décisive : joueur entré : joueur remplacé : capitaine : carton jaune : carton rouge |
| Nikola Kalinić      | -        | -        | -        | -        | -        | -        | -        | -        | -           | -              | -        | -        | Abréviations et symboles : TT : Total de minutes jouées MJ : Nombre de matchs joués MT : Matchs joués en tant que titulaire : but (csc) : but contre son camp : passe décisive : joueur entré : joueur remplacé : capitaine : carton jaune : carton rouge |
| Mario Mandžukić     | 86       | 90       | -        | 108      | 120      | 115      | 90       | 609      | 3           | 1              | 6        | 6        | Abréviations et symboles : TT : Total de minutes jouées MJ : Nombre de matchs joués MT : Matchs joués en tant que titulaire : but (csc) : but contre son camp : passe décisive : joueur entré : joueur remplacé : capitaine : carton jaune : carton rouge |
| Ante Rebić          | 78       | 57       | -        | 120      | 120      | 101      | 71       | 547      | 1           | -              | 6        | 6        | Abréviations et symboles : TT : Total de minutes jouées MJ : Nombre de matchs joués MT : Matchs joués en tant que titulaire : but (csc) : but contre son camp : passe décisive : joueur entré : joueur remplacé : capitaine : carton jaune : carton rouge |
| Marko Pjaca         | 4        | -        | 70       | -        | -        | -        | 9        | 83       | -           | -              | 3        | 1        | Abréviations et symboles : TT : Total de minutes jouées MJ : Nombre de matchs joués MT : Matchs joués en tant que titulaire : but (csc) : but contre son camp : passe décisive : joueur entré : joueur remplacé : capitaine : carton jaune : carton rouge |
| CSC                 |          |          |          |          |          |          |          |          |             |                |          |          | Abréviations et symboles : TT : Total de minutes jouées MJ : Nombre de matchs joués MT : Matchs joués en tant que titulaire : but (csc) : but contre son camp : passe décisive : joueur entré : joueur remplacé : capitaine : carton jaune : carton rouge |
| But contre son camp | 1 (csc)  | -        | -        | -        | -        | -        | -        | -        | 1           | -              | -        | -        | Abréviations et symboles : TT : Total de minutes jouées MJ : Nombre de matchs joués MT : Matchs joués en tant que titulaire : but (csc) : but contre son camp : passe décisive : joueur entré : joueur remplacé : capitaine : carton jaune : carton rouge |
| TOTAL               |          |          |          |          |          |          |          |          |             |                |          |          | Abréviations et symboles : TT : Total de minutes jouées MJ : Nombre de matchs joués MT : Matchs joués en tant que titulaire : but (csc) : but contre son camp : passe décisive : joueur entré : joueur remplacé : capitaine : carton jaune : carton rouge |
| Équipe de Croatie   | 90       | 90       | 90       | 120      | 120      | 120      | 90       | 720      | 14          | 9              | 7        | -        | Abréviations et symboles : TT : Total de minutes jouées MJ : Nombre de matchs joués MT : Matchs joués en tant que titulaire : but (csc) : but contre son camp : passe décisive : joueur entré : joueur remplacé : capitaine : carton jaune : carton rouge |

| Buts    | Joueurs          | Adversaires                  |
| ------- | ---------------- | ---------------------------- |
| 3       | Ivan Perišić     | Islande, Angleterre, France  |
| 3       | Mario Mandžukić  | Danemark, Angleterre, France |
| 2       | Luka Modrić      | Nigeria, Argentine           |
| 1       | Ante Rebić       | Argentine                    |
| 1       | Ivan Rakitić     | Argentine                    |
| 1       | Milan Badelj     | Islande                      |
| 1       | Andrej Kramarić  | Russie                       |
| 1       | Domagoj Vida     | Russie                       |
| 1 (csc) | Oghenekaro Etebo | Nigeria                      |
| TOTAL   | 14 BUTS          | 14 BUTS                      |

| Passes | Joueurs            | Adversaires        |
| ------ | ------------------ | ------------------ |
| 1      | Marcelo Brozović   | Argentine          |
| 1      | Mateo Kovačić      | Argentine          |
| 1      | Josip Pivarić      | Islande            |
| 1      | Milan Badelj       | Islande            |
| 1      | Mario Mandžukić    | Russie             |
| 1      | Luka Modrić        | Russie             |
| 1      | Šime Vrsaljko      | Angleterre         |
| 1      | Ivan Perišić       | Angleterre         |
| 1      | Domagoj Vida       | France             |
| TOTAL  | 9 PASSES DÉCISIVES | 9 PASSES DÉCISIVES |